# Adrian Gottlob Schultz
Adrian Gottlob Schultz (* 1730 in Rügenwalde, Hinterpommern; † nach 1769) war ein deutscher Chemiker. Schultz war in Amsterdam als Apotheker tätig und veröffentlichte Schriften über sein Fachgebiet.

## Werke
- Chemischer Wegweiser. Flensburg 1757.
- Apotheker-Katechismus. 96 Seiten, 1763. Digitalisierte Ausgabe der Universitäts- und Landesbibliothek Düsseldorf
- Beknopte Wederlegging van het boek, getytelt Laboratorium chymico-pharmaceuticum, in’t Licht gebragt door J. G. Riga, Apothekar in Amsterdam. Amsterdam 1769.